# 요정의 동족살해
요정의 동족살해는 《실마릴리온》에 언급된 사건이다. 총 3번 일어났으며, 전부 놀도르에 의해 벌어진 참극이다. 공교롭게도 피해자들은 모두 텔레리 요정들이었다. 첫 사건은 발리노르에서 페아노르에 의해 일어났고 나머지 두 번은 그의 자식들의 주도로 벨레리안드에서 일어났다.

## 첫 번째 사건
모르고스와 웅골리안트에 의해 두 영생목이 죽고 실마릴이 빼앗기는 과정에서 놀도르 대왕 핀웨가 살해당하자 페아노르는 모르고스를 추적하여 실마릴을 되찾고 복수하기로 다짐했다. 이를 위해 항구도시 알쿠알론데의 팔마리들에게 배와 항구를 요구했으나, 이를 거절당하자 팔마리들을 학살한 뒤, 함선을 빼앗고 가운데땅으로 향한다. 이 과정에서 올웨의 아들이 죽고 수많은 팔마리들이 억울한 죽음을 맞이했다. 또한 이 때문에 페아노르를 비롯한 망명 놀도르들은 만도스의 저주를 받게 되었다.

## 두 번째 사건
베렌과 루시엔이 역경을 겪으면서도 단 둘이 모르고스에게서 실마릴 하나를 탈환하자, 놀도르는 앙그반드가 난공불락이 아니라는 것을 깨달았고, 이에 고무되어 연합군을 결성하여 앙그반드를 치기로 한다. 이 전쟁이 니르나에스 아르노에디아드이다. 한없는 눈물들의 전쟁이라는 이름처럼 요정과 연합군은 유례없는 대패를 했다. 
이로 인해 망명 놀도르의 세력은 심각한 타격을 받아 약화되었다. 이때문에 놀도르들이 실마릴을 찾을 현실적인 방법은 베렌과 루시엔이 얻은 실마릴 뿐이었는데, 그들은 루시엔이 살아있는 동안에는 차마 실마릴의 소유권을 주장하지 못했다.
그러나 루시엔의 수명이 다하고, 그녀의 유품인 실마릴이 아들 디오르에게 전해졌다는 소식이 퍼지자 페아노르의 아들들은 디오르에게 실마릴을 돌려달라고 한다. 디오르가 이에 침묵하자 페아노리안과 놀도르는 도리아스의 신다르를 학살한다. 이전의 비극을 다시 재현한 것이다. 이 사건으로 인해 디오르와 님로스를 비롯한 수많은 신다르와 페아노리안인 켈레고름과 쿠루핀이 사망하였으며, 도리아스는 멸망하였다.
디오르가 죽기 전에 실마릴을 엘윙에게 준 뒤 난민들을 이끌고 시리온 강 하구로 피난하게 했다.

## 세 번째 사건
모르고스가 사실상 가운데땅의 패권자로 자리잡아 베렌과 루시엔이 탈환한 실마릴만이 망명 놀도르의 유일한 가능성이었지만, 그들은 한동안 실마릴의 행방을 알지 못했다. 어느날 시리온 하구의 엘윙이 실마릴을 가지고 있다는 소문이 퍼지자 시리온 하구를 공격하여 난민을 공격한다. 하지만 엘윙이 실마릴을 품고 절벽에서 투신했기 때문에 되찾는 것에 실패한다.
엘윙의 두 아들 엘론드와 엘로스는 학살과 악행에 염증이 난 마이드로스와 마글로르가 거두어서 키웠다.

## 결말
발리노르 대군의 지원으로 모르고스가 제압당하고 그가 가졌던 실마릴 2개가 에온웨에게 넘어갔다. 다만, 끝까지 소유권을 고집한 생존한 놀도르 왕자 둘에게 넘겨주고 페아노르의 맹세에 속박된 그들의 목적이 이루어졌다 여겼으나, 사악한 이에게 고통을 주는 실마릴이 그들을 괴롭게 하여 결국 하나는 화산의 불꽃에 내버려지고 하나는 바다의 물결에 던져졌다. 나머지 하나는 엘윙이 에아렌딜에게 넘겨 하늘에 속하게 된다.